# Пивоваров, Андрей Петрович
Андрей Петрович Пивоваров (1893—1941) — участник Белого движения на Юге России, войсковой старшина. 

## Биография
В 1914 году окончил Константиновское артиллерийское училище, откуда выпущен был хорунжим в 4-ю Донскую казачью батарею.
С началом Первой мировой войны был прикомандирован к 36-му Донскому казачьему полку. За боевые отличия был награждён несколькими орденами, в том числе орденом Св. Анны 4-й степени с надписью «за храбрость». Произведен в сотники 22 июля 1916 года, в подъесаулы — 11 октября того же года.
С началом Гражданской войны вступил в Донскую армию. В ноябре 1918 года — есаул, командир 42-й Донской казачьей батареи. На 1 января 1919 года — командир 45-й Донской казачьей батареи. На 1 октября 1920 года — командир 2-й батареи 1-го Донского легкого артиллерийского дивизиона Русской армии, затем во 2-м Донском конно-артиллерийском дивизионе. Награждён орденом Св. Николая Чудотворца
За то, что в бою 12 июня 1920 года у д. В.Токмак, когда колонна Георгиевского Гундоровского полка с батареей на походе, была неожиданно атакована во фланг конницей красных, он, несмотря на всю стремительность нападения, быстро снял батарею с передков и метким губительным артиллерийским огнем, на прицеле 16, расстроил и задержал нападающего противника, чем дал возможность пехоте перестроиться в боевой порядок и разбить атаковавших красных, обратив их в бегство.

В бою 2 июля, когда конница красных при поддержке двух бронеавтомобилей обрушилась на нашу конницу и потеснила ее, войсковой старшина Пивоваров, пренебрегая всякой опасностью, выскочил со своей батареей под убийственным артиллерийским и пулеметным огнем противника на совершенно открытую позицию, открыл огонь и удачными попаданиями подбил оба бронеавтомобиля, из коих один был взят нашей пехотой.
Эвакуировался из Крыма на остров Лемнос. На 10 июля 1921 года — командир 2-й Георгиевской Гундоровской батареи, войсковой старшина.
Осенью 1925 года — в составе Донской офицерской батареи в Болгарии. В эмиграции во Франции. Умер в 1941 году. Похоронен на кладбище Сент-Женевьев-де-Буа. Был женат на Ольге Эммануиловне Скачковой (1892—1984), похороненной там же.

## Награды
- Орден Святой Анны 4-й ст. с надписью «за храбрость» (ВП 23.07.1915)
- Орден Святого Станислава 3-й ст. с мечами и бантом (ВП 6.01.1916)
- Орден Святой Анны 3-й ст. (ВП 7.01.1917)
- Орден Святителя Николая Чудотворца (Приказ Главнокомандующего № 239, 10 июля 1921)